# Jawhara Tiss
Jawhara Tiss, née le 8 juillet 1985 à Ghomrassen, est une femme politique tunisienne, membre de l'assemblée constituante.

## Biographie
Originaire de la ville de Ghomrassen dans le gouvernorat de Tataouine, elle y effectue ses études primaires à l'école de Oued El Khil, ses études préparatoires au collège de la Cité nouvelle et ses études secondaires au lycée du 2-Mars.
Elle obtient son baccalauréat en 2004 dans la section lettres et étudie ensuite à l'Institut préparatoire aux études littéraires et de sciences humaines de Tunis où elle obtient un diplôme universitaire d'études littéraires en 2007, suivi d'une maîtrise en langue anglaise en 2010 après trois ans d'études à l'École normale supérieure de Tunis.
Elle exerce alors le métier d'enseignante à l'Institut supérieur des langues de Tunis jusqu'en 2011. Après avoir rejoint le mouvement Ennahdha, elle se présente aux élections du 23 octobre 2011 dans la circonscription de Tataouine et y est élue en tant que membre de l'assemblée constituante.

## Vie privée
Jawhara Tiss se marie en 2012 durant son mandat à l'assemblée constituante. En 2013, elle accouche d'une fille, prénommée Lina, qu'elle amène parfois à l'assemblée afin de poursuivre son travail,.